# Rafael Martínez Raymonda
Rafael Juan Martínez Raymonda (San José de la Esquina, 17 de noviembre de 1924 - Rosario, 29 de abril de 2017) fue un abogado y político argentino que perteneció al Partido Demócrata Progresista (PDP). Fue tres veces diputado nacional, candidato presidencial, embajador en Italia y director ejecutivo de la Empresa Binacional Yacyretá.

## Biografía
En las elecciones de 1963 fue elegido diputado nacional reelecto en 1965, siendo desalojado en 1966 debido al golpe militar que dio origen a la Revolución Argentina.
En las elecciones de marzo y septiembre de 1973 se presentó como candidato a vicepresidente acompañando a Francisco Manrique en la Alianza Popular Federalista, obteniendo el tercer lugar, con un 14,9% del voto popular.
En 1976, durante la dictadura conocida como Proceso de Reorganización Nacional fue designado como embajador en Italia, cargo que ocupó hasta 1979. 
Con el retorno a la democracia, fue candidato a Presidente de la República por la Alianza Demócrata Socialista, alianza entre el Partido Demócrata Progresista y el Partido Socialista Democrático. En esa ocasión fue acompañado en la fórmula por el Dr. René Balestra, del mismo partido.
En las elecciones de 1985  fue candidato a Diputado Nacional por el PDP de Capital Federal, pero no resultó elegido. En 1989 fue elegido Diputado Nacional por el PDP dentro de la Alianza de Centro, cargo que ocupó hasta el cumplimiento de su mandato en 1993. En 1993 fue candidato a Diputado Nacional por el PDP de Capital Federal, pero no resultó elegido.
En 1999 fue designado por el presidente Fernando de la Rúa como director ejecutivo del Ente Binacional Yacyretá.
En junio de 2002, asumió por quinta vez el cargo de diputado Nacional en representación del Partido Demócrata Progresista en reemplazo de la diputada María Beatriz Nofal, en función de la renuncia presentada por ésta. Finalizó su mandato en diciembre de 2003.
Falleció en Rosario (Argentina) el 29 de abril de 2017.